# 红嘴山鹧鸪
红嘴山鹧鸪（学名：Arborophila rubrirostris），是鸡形目雉科的一种鸟类。
红嘴山鹧鸪体重约225.35克，翼长约131.2毫米，嘴峰长约22.1毫米，喙宽度约5.3毫米，喙厚度约7.2毫米，跗蹠长约41.2毫米，尾长约41毫米。红嘴山鹧鸪在其分布区内为留鸟，其栖息在密集的高大树木组成的森林中，食性为草食性。该物种分布于苏门答腊岛的山地森林。